# Kanton Compiègne-Sud-Est
Kanton Compiègne-Sud-Ouest (fr. Canton de Compiègne-Sud-Ouest) byl francouzský kanton v departementu Oise v regionu Pikardie. Skládal se z 5 obcí. Zrušen byl po reformě kantonů 2014.

## Obce kantonu
- Compiègne (jihovýchodní část)
- La Croix-Saint-Ouen
- Saint-Jean-aux-Bois
- Saint-Sauveur (Oise)
- Vieux-Moulin